# 1512年
| 千纪： | 2千纪 |
| 世纪： | 15世纪 \| 16世纪 \| 17世纪                                                                                 |
| 年代： | 1480年代 \| 1490年代 \| 1500年代 \| 1510年代 \| 1520年代 \| 1530年代 \| 1540年代                           |
| 年份： | 1507年 \| 1508年 \| 1509年 \| 1510年 \| 1511年 \| 1512年 \| 1513年 \| 1514年 \| 1515年 \| 1516年 \| 1517年 |
| 纪年： | 壬申年（猴年）；明正德七年；越南洪順四年；日本永正九年                                                     |

## 大事记
- 亞拉岡的斐迪南二世強行將納瓦拉王國的南部併入西班牙，達成西班牙全境政治統一。
- 西班牙在巴拿马达连建立首个美洲大陆殖民地。
- 葡萄牙人抵達摩鹿加群島，並建立堡壘。
- 馬丁·路德成為威登堡大學教授。
- 美第奇家族在教皇儒略二世的軍隊支援下，再度掌控佛羅倫斯，洛倫佐·德·美第奇的第二个儿子喬凡尼·美第奇（1513年成為教宗利奧十世）成為佛羅倫斯統治者。
- 教皇儒略二世慫恿瑞士征服米蘭，立盧多維科·斯福爾扎之子馬克西米安·斯福爾扎為米蘭公爵，斯福爾扎家族從法蘭西王國手中暫時奪回米蘭公國。
- 費拉拉公爵阿方索一世·德·埃斯特在拉文納非常成功的擊敗了威尼斯共和國與教宗國的聯合軍隊並佔領了波隆那。
- 花剌子模綠洲遜尼派居民發動起義，擺脫薩非王朝什葉派統治，擁立烏茲別克汗國王族伊勒巴斯為汗，建立希瓦汗國。

## 出生
- 詹姆斯五世（James V of Scotland）（1512年4月10日－1542年12月14日），蘇格蘭斯圖亞特王朝第七任君主，詹姆斯四世之子，1513年至1542年在位。

## 逝世
- 亚美利哥·韦斯普奇，意大利探险家（1415年出生）
- 5月26日——巴耶濟德二世，鄂圖曼帝國的蘇丹（1447年或1448年出生）